# Mosaïque de Bellérophon (Nîmes)
Pour les articles homonymes, voir Mosaïque de Bellérophon.
La mosaïque de Bellérophon est une mosaïque romaine conservée au musée de la Romanité de Nîmes dont elle constitue l'une de ses pièces maîtresses.

## Description
Découverte le 29 juin 1950 lors des travaux publics devant le n° 44 du boulevard Gambetta à Nîmes, elle est l'une des rares mosaiques qui illustrent l'histoire du roi de Corinthe Bellérophon.
La mosaïque réalisée à partir de petits cubes de marbre célèbre une scène de la mythologie gréco-romaine. Elle montre le roi Bellérophon chevauchant son cheval Pégase et mettant à mort la chimère.
En 2015, la mosaïque qui fait 14 mètres carrés de taille et pèse 3 tonnes quitte la cour du cloître des Jésuites pour le musée de la romanité .